# Pedro 2. af Brasilien
Pedro II af Brasilien (portugisisk: Dom Pedro II do Brasil) (født 2. december 1825, død 5. december 1891) var den anden, og sidste kejser af Brasilien. I 1831, bare fem år gammel, blev han kejser efter faren Pedro I's abdicering. Frem til 1841 blev landet styret af flere regenter i hans sted. Pedro II blev beskrevet som en liberal monark, der forsøgte at reformere og industrialisere Brasilien. Blandt andet ved at forbyde slaveri i 1888. På trods af at han var populær blandt befolkningen, blev monarkiet afskaffet ved et militærkup i 1889. Han flyttede da til Paris, hvor han døde den 5. december 1891.